# Универзитет Едуконс
Универзитет Едуконс је приватни универзитет у Сремској Каменици. Основан је 29. јуна 2007. године, док је 21. јула 2008. уписан у регистар Трговинског суда. Утемељен је на принципима Болоњског процеса и организован као модерна академска заједница наставника, истраживача, уметника и студената. Састоји се од девет факултета — седам интегрисаних и додатна два са својством независног правног лица.
По узору на америчке универзитете, Универзитет Едуконс има сопствени кампус намењен научно-истраживачком раду и целодневном боравку студената. У октобру 2015. отворио је студентски дом, чиме је постао први приватни универзитет на западном Балкану који у свом склопу нуди и смештај за студенте. Године 2017. свечано је отворен и спортски центар Универзитета Едуконс.

## Организација
Интегрисани факултети
- Факултет за студије безбедности
- Факултет пословне економије
- Факултет информационих технологија
- Факултет заштите животне средине
- Факултет еколошке пољопривреде
- Факултет за дигиталну продукцију
- Учитељски факултет

Факултети у својству независних правних лица
- Факултет за спорт и психологију
- Факултет за пројектни и иновациони менаџмент